# Carmen Peralto
Carmen Peralto (Málaga, España, 1967) es una poeta, diseñadora gráfica y editora española. La mayoría de su obra se enmarca en el terreno de la poesía visual, experimental, el visualismo y el mail-art.

## Biografía
A finales de la década de los 80 comienza en Málaga su labor editora. Se publican bajo su cuidado ediciones de bibliófilo, destacando en 1992 Miscelánea poemas inéditos de Juan Ramón Jiménez (edición no venal de 250 ejemplares con depósito legal: MA-1327-1992) 
Ese mismo año aparece su primer poema experimental, "Piedra de Rosetta", en el Boletín Informativo del Capítulo de Málaga de la Academia Iberoamericana de Poesía
Poemas o ilustraciones suyas han sido cubierta en revistas y publicaciones como Canente Revista Literaria, o Rafael Alcalá. El puente. Antología 1985-1995 Ha participado en decenas de exposiciones de poesía visual y en revistas como Hitos, Phayum, Texturas, La hamaca de lona, etc.
Ha dirigido las revistas:
- El nudo de la sierpe (1989), de poesía visual y experimental, en cuyo consejo asesor colaboran, entre otros, Agustín María García López y donde aparecen poemas de F. Javier Campos, Juan José Espinosa Vargas y F. Peralto
- Málaga&poesía. Compuesta a mano, con encuadernación en guaflex (tapa dura) y de tirada muy limitada, aparecen tres números (1990, 1995 y 1998), dedicados monográficamente a los poetas Gustavo Adolfo Bécquer, Jaime Siles y Rafael Pérez Estrada, con participación, entre otros, de Enrique Villagrasa, Alberto Torés, Javier Lentini, Ana María Navales y Jesús Hilario Tundidor y en la sección exclusiva de poesía visual, se publican poemas de Alberto Pimenta, Francisco Peralto, J. M. de la Pezuela, Rafael Pérez Estrada, Antonio Gómez, J. M. Calleja, Fernando Aguiar, Nel Amaro, Joan Borda, José Luis Campal, Corpá y Philadelpho Menezes.
- Forma & sintagma (desde el año 2000 hasta la actualidad).

Al respecto de su concepto de su poesía visual, indica en esta poética:

Desde siempre he visto la poesía visual/experimental como algo cercano. La conocía por los libros de mi padre, sus obras experimentales. La entendía y me gustaba. Crecí entre papeles, tinta y tipos de imprenta y tal vez eso me ha hecho fácil el integrarme y crear poesía visual. Me encanta el visualismo porque es libre, no tiene prejuicios, es una pura diversión que mezcla imágenes, ideas, palabras, forma, materiales, color que te conducen al mensaje final, al mensaje estético también. Es una poesía abierta a todas las interpretaciones y que admite una total libertad creativa.

## Exposiciones de poesía visual, experimental, mail art (selección)
- 1996. VIII Encuentro de Mini-Expresión. Galería D.E.X.A. Universidad de Panamá. Panamá.
- 1997. IX Encuentro de Mini-Expresión. Galería D.E.X.A. Universidad de Panamá. Panamá.
- 1999. II Bienal Internacional de Arte Correo Centenario de la publicación de los primeros libros de Juan Ramón Jiménez. Moguer, Huelva.
- 2000. III Bienal Internacional Homenaje a Juan Ramón Jiménez, Exposición de arte por correo en el centenario de la publicación de sus libros Ninfeas y Almas de violeta. Moguer, Huelva.
- 2003. Homenaje a Gutenberg. Málaga.
- 2005. VIII Encuentro de Mujeres Poetas. Sala Galería Itinerante, de Juan López de Ael. Vitoria.
- 2005. Homenaje al Quijote. IES Albujaira, Huércal-Overa, Almería.
- 2007. Fragmentos de entusiasmo. (Poesía visual en España 1964-2006). Teatro Buero Vallejo. Guadalajara, abril-mayo. Comisario: Antonio Orihuela.
- 2007. Tarot año 2007. Fira Mágica de Santa Susanna, Masía Can Ratés, del 15 al 17 de junio. Santa Susanna, Barcelona. Comisario: César Reglero.
- 2008. Miguel Hernández, poeta, Muestra de Poesía Visual, comisario: Josep Sou. Sala Rectorado y Consejo Social Campus de Elche, Universidad Miguel Hernández, Elche.
- 2008. Vinilos en el asfalto: Palabras de poetas malagueñas. Versos de Carmen Peralto, entre otras, sobre el pavimento de calle Larios. Málaga.
- 2008. Ver la poesía. Fondos del Centro de Poesía Visual de Peñarroya-Pueblonuevo. Sala Municipal Capitulares, Córdoba.
- 2008. Miguel Hernández, poeta. Raíces y esperanzas, comisario: Josep Sou. Sala Rectorado y Consejo Social Campus de Elche, Universidad Miguel Hernández, Elche.
- 2008. Mundibujado. Centro Cultural Federico García Lorca. Rivas VaciaMadrid (Madrid).
- 2009. La poesía más viva. Espacio artístico Arrabal & Cía, Granada.
- 2009. La poesía más viva [mirar+ver=leer]. Biblioteca de Extremadura, Badajoz.
- 2010. Human, colours, music. Comisario: Thomai Kontou. Hellenic Society of Haematology. Plaza Syntagma, Atenas, Grecia. http://human-colours-music-greekmailart.blogspot.com/
- 2012. Tríada experimental» (junto a Rafael y Francisco Peralto). Sala Rectorado y Consejo Social Campus de Elche, Universidad Miguel Hernández, Elche.

## Obra propia
- Peralto, Carmen (1995 (Segunda edición 2004)). Mar de Tanis. Corona del Sur. ISBN 978-84-95849-53-3.

- Peralto, Carmen (2000). Torre Gálata. Corona del Sur. ISBN 978-84-95288-99-8.

- Peralto, Carmen (2001). Concierto de Navidad. Corona del Sur. ISBN 978-84-95288-99-8.

- Peralto, Carmen (2003). Catálogo General. Corona del Sur. ISBN 978-84-95849-53-3.

- Peralto, Carmen (2003). Ciudad abandonada (poesía discursiva). Corona del Sur. ISBN 978-84-95849-84-7.

- Peralto, Carmen (2003). Exégesis de los arcanos de los libros Rimas y Arias tristes de Juan Ramón Jiménez (en colaboración). Corona del Sur. ISBN 978-84-95849-72-4..

- Peralto, Carmen (2004). De la forma y el sintagma. Corona del Sur. ISBN 978-84-96315-16-7.

- Peralto, Carmen (2005). Ortografía próxima. Corona del Sur. ISBN 978-84-96315-76-1.

- Peralto, Carmen (2006). Serie panóptica. Corona del Sur. ISBN 978-84-96625-13-6.

- Peralto, Carmen (2006). Homenaje al soneto. Corona del Sur. ISBN 978-84-96625-15-0.

- Peralto, Carmen (2006). I love soneto. Corona del Sur. ISBN 978-84-96625-18-1.

- Peralto, Carmen (2006). Soneto 4 ever. Corona del Sur. ISBN 978-84-96625-21-1.

- Peralto, Carmen (2006). Poetalia. Corona del Sur. ISBN 978-84-96625-48-8.

- Peralto, Carmen (2007). Árbol de Gutenberg. Corona del Sur. D.L. MA-1074-2007.

- Peralto, Carmen (2007). Poesía (1992-2007) (Antología). Corona del Sur. ISBN 978-84-96922-59-4.

- Peralto, Carmen (2008). La mujer ilustrada. Corona del Sur. ISBN 978-84-92550-96-8.

- Peralto, Carmen (2008). I(lógicas). Corona del Sur. ISBN 978-84-92618-35-4.

- Peralto, Carmen (2008). Viajeras. Corona del Sur. ISBN 978-84-92618-38-5.

- Peralto, Carmen (2008). Libertad (junto a Rafael y Francisco Peralto). Corona del Sur. ISBN 978-84-92618-73-6.

- Peralto, Carmen (2008). Trilogía (junto a Rafael y Francisco Peralto). Pliegos de la visión. Ed. Babilonia.
- Peralto, Carmen (2009). Bestiario del Indo. Corona del Sur. ISBN 978-84-92618-75-0.

- Peralto, Carmen (2009). Noctámbulas. Corona del Sur. ISBN 978-84-92859-88-7.

- Peralto, Carmen (2010). Selvática. Corona del Sur. ISBN 978-84-92859-91-7.

- Peralto, Carmen (2011). Ciudad abandonada (Versión electrónica para kindle). ASIN B004M18ZF0.

### Antologías y ensayos (selección)
- Arribar a la bahía (Encuentro de poetas en el 2000), de Paloma Fernández Gomá. Junta de Andalucía. Delegación Provincial de Cultura de Cádiz. Cádiz, 2000. ISBN 978-84-607-0952-7.
- Panóptico 2 (mil) + 1 antología internacional de poesía visual de Francisco Peralto. Editorial Corona del Sur, Málaga, 2001. ISBN 84-95288-94-X.
- La imagen de la palabra. Poesía visual española, de José-Carlos Beltrán y José María Molina Caballero. Editorial Ánfora Nova, Rute, Córdoba, 2002.
- Homenaje a Gutenberg de Francisco Peralto. Editorial Corona del Sur, Málaga, 2003. ISBN 84-95849-71-2.
- Poesía experimental española 1963-2004, de Félix Morales Prado. Editorial Mare Nostrum, Madrid, 2004. ISBN 84-95509-66-0.
- Una habitación propia (número especial en línea con archivos de voz dedicado a la poesía femenina actual), de Félix Morales Prado. https://web.archive.org/web/20070817225448/http://www.elfantasmadelaglorieta.com/ellas_en_sus_voces.htm
- TO2 o casi TO2 de Julián Alonso y Gregorio Antolín. (Antología en formato CD). Editorial Cer0 a la izquierda. Palencia, 2004.
- Antología I. Capítulo de Málaga de la Academia Iberoamericana de Poesía. Excmo. Ayuntamiento de Alhaurín de la Torre, Málaga 2005. ISBN 978-84-609-4435-5.
- Homenaje al Quijote (poesía visual y arte correo), Grupo literario Batarro. Albox, Almería, 2006. ISBN 84-611-1222-9.
- Poesía visual andaluza (antología), de José-Carlos Beltrán. Editorial Ánfora Nova, Rute, Córdoba, 2006. ISBN 978-84-88617-51-4.
- Las letras, Antología homenaje a Carmen Conde, de Juan Acebal y Antonio Marín Albalate. Edición del Patronato Carmen Conde/Antonio Oliver y de la Concejalía de Cultura del Ayuntamiento de Cartagena, Cartagena, Murcia, 2006. ISBN 978-84-87529-99-3.
- Diversidad de voces y formas. Actas del VIII Encuentro de mujeres poetas. Diputación foral de Álava, Vitoria, 2006. ISBN 84-7821-645-6.
- Poesía viva de Andalucía, de Raúl Bañuelos, José Bru, Dante Medina y Ramsés Figueroa. Universidad de Guadalajara, México, 2006. ISBN 978-970-27-1078-3.
- Poesía Visual Española (antología incompleta) de Alfonso López Gradolí. Editorial Calambur, Madrid, 2007. ISBN 978-84-8359-004-1.
- Archivo de poesía experimental. Cronología 1964-2006, de Antonio Orihuela. Editorial Corona del Sur, Málaga, 2007. ISBN 978-84-96625-96-9.
- ¡...Agua va...! un océano de poesía visual, de Pablo del Barco. Editorial Factoría del Barco, Sevilla, 2008.
- Voces del extremo. Poesía y capitalismo, de Antonio Orihuela. Fundación Juan Ramón Jiménez. Moguer, Huelva, 2008. ISBN 978-84-8163-450-1.
- Qué son... etos? El soneto atípico en la literatura, de Dante Medina. Ediciones de la Musa Fea, Guadalajara, México, 2009. (Segunda edición 2010).
- Ojos que sí ven. Antología de poetas experimentales de México y España, de José Brú, Dante Medina y Francisco Peralto. Editorial Corona del Sur, Málaga, 2010. ISBN 978-84-92947-66-9.

Ha antologizado la sección correspondiente a joven poesía visual en: Desde la farola. Poesía española última (1989-2009). Edición del IES Miguel Romero Esteo (Málaga, 2010).

### Catálogos (selección)
- II Bienal Internacional de Arte Correo Centenario de la Publicación de los primeros libros de Juan Ramón Jiménez. Moguer, Huelva, 1999.
- III Bienal Internacional Homenaje a Juan Ramón Jiménez, Exposición de arte por correo en el centenario de la publicación de sus libros Ninfeas y Almas de violeta. Moguer, Huelva, 2000.
- Fragmentos de entusiasmo. Poesía visual en España 1964-2006, de Antonio Orihuela. Patronato de Cultura del Ayuntamiento de Guadalajara, Guadalajara, 2007.
- Tarot año 2007, selección de César Reglero. Fira Mágica de Santa Susanna, Barcelona, 2007.
- Tríada experimental (junto a Rafael y Francisco Peralto). Universidad Miguel Hernández. Elche, Alicante, 2012.